# Adrian Meyer (Offizier)
Adrian Meyer (* 3. April 1708 in Herisau; † 1774 auf See, begraben in Portoferraio auf Elba; heimatberechtigt in Herisau) war ein Schweizer Offizier aus dem Kanton Appenzell Ausserrhoden.

## Leben
Adrian Meyer war ein Sohn von Jeremias Meyer, Landesstatthalter, Major in französischen Diensten und Leinwandkaufmann, und Adriana Ziegler. Er heiratete Johanna Christina d’Orly.
Meyer trat im Jahr 1721 als Fähnrich im Schweizer Regiment d’Affry in französische Dienste und stieg bis zum Kapitänleutnant auf. Von 1734 bis 1737 führte er eine Kompanie in kaiserlichem Dienst.
Ab 1738 bis 1743 amtierte er als Ratsherr und Schreiber der Kirchhöri Herisau. Ab 1743 unterhielt Meyer unter eigenem Namen ein Bataillon in Sardinien-Piemont. Aufgrund seiner Erfolge im Krieg gegen Frankreich und Spanien stieg er in höchste Ränge auf: 1747 zum Oberst und 1754 zum Brigadier der königlich-sardischen Infanterie. Im Jahr 1761 wurde er zum Generalmajor und 1771 zum Generalleutnant sowie zum 2. Generalissimus der königlich-sardischen Armee ernannt.